# Mănăstirea Suruceni
Mănăstirea Suruceni este o mănăstire de călugărițe de lângă satul Suruceni, raionul Ialoveni. 

## Istoric
Inițial pe locul acesteia a fost un mic schit, întemeiat de ieromonahul Iosif, susținut materialicește de pitarul Casian Suruceanu. Pitarul dăruise locul pentru schit și a finanțat construirea primei biserici de vară de lemn cu hramul Sf. Gheorghe (1794) refăcută în piatră în 1828. Nepotul ctitorului, Teodor Suruceanu, a reconstruit la 1882 casa zidită pe timpul bunicului său.
Unul din egumenii mănăstirii, ce i-au urmat lui Iosif, pe nume Dionisie Erhan, a zidit în anii 1903-1904 incinta din piatră din jurul mănăstirii, apoi a edificat din nou trapeza cu bucătăria aferentă, cele zece camere pentru călugări și beciurile de piatră pentru păstrarea vinului. Biserica de iarnă cu hramul Sf. Nicolae a fost construită în 1860, când egumen era Anatolie. Mănăstirea a fost închisă în anul 1959. Aici a fost înființat un spital de boli de piele și de boli venerice. Redeschiderea mănăstirii a avut loc odată cu destrămarea URSS în 1991.
Trupul neputrezit al Episcopului Dionisie Erhan a fost găsit la Mănăstirea Suruceni în timpul unor lucrări de consolidare efectuate în data de 10 iulie 2018.